# Бабкинское общество
Бабкинское общество — сельское общество в составе Боярской волости Пудожского уезда Олонецкой губернии.

## Состав
Согласно «Списку населенных мест Олонецкой губернии», в состав общества входили деревни:
| №  | Населённый пункт                                    | Расстояние до волостного правления в верстах | Всего жителей (1873) | Всего жителей (1905) |
| -- | --------------------------------------------------- | -------------------------------------------- | -------------------- | -------------------- |
| 1  | Алферова                                            | 1                                            | 49                   | 87                   |
| 2  | Буракова                                            | в.пр.                                        | 90                   | 138                  |
| 3  | Антроповская (Заручевье)                            | -                                            | 47                   | 55                   |
| 4  | Михалева                                            | -                                            | 88                   | 110                  |
| 5  | Грязная                                             | 1                                            | 92                   | 178                  |
| 6  | Кузнецова (Кузнецовская или Климушинская-Кузнецова) | 2                                            | 77                   | 105                  |
| 7  | Бабкина, Федоровская-Бабкина                        | 4                                            | 103                  | 181                  |
| 8  | Муравьева                                           | 6                                            | 54                   | 79                   |
| 9  | Рахтина (Наумова-Рахтина)                           | 7                                            | 75                   | 125                  |
| 10 | Щербакова (Ивановская-Щербакова)                    | 8                                            | 42                   | 49                   |
| 11 | Томихина (Полунковская-Томихина)                    | 9                                            | 64                   | 113                  |
| 12 | Кашникова                                           | 10                                           | 114                  | 218                  |
| 13 | Алексеевка                                          | 10                                           | 28                   | 82                   |

## Население
- 1873—923 человека
- 1905—1520 человек